# Jimmy Blanton
Jimmy Blanton, född 5 oktober 1918 i Chattanooga, Tennessee, USA, död 30 juli 1942 i Monrovia, Kalifornien, amerikansk jazzmusiker, kontrabasist.
Blanton spelade i Duke Ellingtons band 1939-41. Han var den som började använda kontrabasen som soloinstrument, och hans basspel kan höras i inspelningar som In a Mellotone, Bojangles och Jack the Bear. Jimmy Blanton spelade dessutom in ett par duetter med Ellington på piano.
I slutet av 1941 blev Jimmy Blanton sjuk i tuberkulos och dog året därpå.